# Enigma (Geòrgia)
Enigma és una població dels Estats Units a l'estat de Geòrgia. Segons el cens del 2000 tenia 869 habitants.

## Demografia
Segons el cens del 2000, Enigma tenia 869 habitants, 313 habitatges, i 231 famílies. La densitat de població era de 103,2 habitants/km².
Dels 313 habitatges en un 43,5% hi vivien nens de menys de 18 anys, en un 55,6% hi vivien parelles casades, en un 13,7% dones solteres, i en un 25,9% no eren unitats familiars. En el 23% dels habitatges hi vivien persones soles el 10,2% de les quals corresponia a persones de 65 anys o més que vivien soles. El nombre mitjà de persones vivint en cada habitatge era de 2,78 i el nombre mitjà de persones que vivien en cada família era de 3,24.
Per edats la població es repartia de la següent manera: un 35,4% tenia menys de 18 anys, un 7,5% entre 18 i 24, un 30% entre 25 i 44, un 18,4% de 45 a 60 i un 8,6% 65 anys o més.
L'edat mediana era de 29 anys. Per cada 100 dones de 18 o més anys hi havia 85,1 homes.
La renda mediana per habitatge era de 25.268 $ i la renda mediana per família de 27.375 $. Els homes tenien una renda mediana de 22.202 $ mentre que les dones 16.964 $. La renda per capita de la població era de 14.498 $. Entorn del 20,9% de les famílies i el 24,2% de la població estaven per davall del llindar de pobresa.

## Poblacions més properes
El següent diagrama mostra les poblacions més properes.